# Calibre (película)
Calibre es una película de suspenso británica escrita y dirigida por Matt Palmer. Después de un debut en el Festival Internacional de Cine de Edimburgo, se estrenó el 29 de junio de 2018 en Netflix. También tuvo un estreno limitado en Cines Curzon seleccionados en el Reino Unido del 21 de octubre al 16 de noviembre de 2018. La película se desarrolla en Escocia y gira en torno a incidentes en un viaje de caza a las tierras altas escocesas remotas, y es protagonizada por Jack Lowden y Martin McCann.

## Reparto
- Jack Lowden como Vaughn.
- Martin McCann como Marcus.
- Tony Curran como Logan McClay.
- Ian Pirie como Brian McClay.
- Kate Bracken como Iona.
- Kitty Lovett como Kara.
- Cal MacAninch como Al McClay.
- Cameron Jack como Frank McClay.
- Donald McLeary como Grant McClay.

## Producción
La película tardó nueve años en hacerse y comenzó su filmarción en noviembre de 2016.
En mayo de 2018, se informó que Netflix había adquirido Calibre para su distribución y que se estrenaría por primera vez en el Festival Internacional de Cine de Edimburgo.

## Estreno
Calibre se estrenó en el Festival Internacional de Cine de Edimburgo el 22 de junio de 2018. La película fue estrenada en todo el mundo el 29 de junio de 2018 por Netflix. También tuvo un estreno limitado en Cines Curzon seleccionados en el Reino Unido del 21 de octubre al 16 de noviembre de 2018.